# Era de Ultron
Nota: Se procura pelo filme dos Vingadores, consulte Vingadores: A Era de Ultron.
A Era de Ultron (no original, Age of Ultron) é uma minissérie de histórias em quadrinhos publicada originalmente dividida em dez partes pela Marvel Comics em 2013. Escrita por Brian Michael Bendis, a história mostra uma realidade em que o robô Ultron dominou todo o planeta. A arte é de Bryan Hitch, Brandon Peterson e Carlos Pacheco, entre outros artistas convidados.

## História da publicação
Era de Ultron é o primeiro grande evento da iniciativa editorial Marvel NOW! (conhecida como Nova Marvel no Brasil), e o primeiro desde Vingadores Vs. X-Men. Ainda em 2010, Bendis já mostrava indícios da saga em um quadro da revista dos Vingadores, que mostrava Tony Stark visualizando um gráfico com todos os futuros eventos da editora. Ultron reapareceria rapidamente em Vingadores 12.1 de 2011, novamente através de Bendis. Nela, vemos a consciência de Ultron sendo trazida novamente para a Terra por intermédio de um Cavaleiro Espacial capturado pela Inteligência, grupo formado por gênios do crime. Ultron volta, e desaparece rapidamente. Tony Stark percebe que o futuro que ele viu está chegando.
Em meados de novembro de 2012, a Marvel Comics lançou uma série de teasers enigmáticos com a inscrição "Age of Ultron" em código binário. Três dias depois, o evento foi anunciado oficialmente.

## História
Nova York está em ruínas. Sentinelas Ultron estão vigiando as ruas, à procura de fugitivos. Depois de localizar onde o Homem-Aranha está sendo mantido em cativeiro pelos vilões Coruja e Cabeça de Martelo, o Gavião Arqueiro tenta resgatá-lo. Ultron localiza os dois heróis e lança um ataque para matá-los. Gavião Arqueiro destrói as sentinelas Ultron, e os dois vão para uma área subterrânea sob o Central Park, onde a resistência dos super-heróis, formada por Homem de Ferro, Emma Frost, Mulher-Hulk, Luke Cage, Mulher Invisível e Wolverine se refugiaram.
Esgueirando-se por uma São Francisco dizimada, uma desfigurada Viúva Negra reúne-se com Cavaleiro da Lua em uma das bases antigas de Nick Fury. De volta a Nova York, o Homem-Aranha se lembra de como ele acordou e descobriu o mundo sob ataque. Os heróis se perguntam como Ultron assumiu o controle do mundo e, também porque ele faz acordos com criminosos como Coruja e Cabeça de Martelo, Então o Capitão América declara ter um plano.
Ele afirma que, se um super-herói pode ser oferecido para negociação com Ultron como o Homem-Aranha seria, eles poderiam oferecer alguém que pode entrar e causar estragos no interior da fortaleza de Ultron. Luke Cage e Mulher-Hulk se voluntariam. Luke oferece Mulher-Hulk às forças de Ultron. Um grupo de Ultron Sentinelas conduzem a dupla pela fortaleza para fazer o negócio. Cage fica chocado quando descobre que eles estão a negociar com o Visão, em vez de Ultron.
Mais tarde, os heróis que tinham escapado de Nova York chegam na Terra Selvagem onde se encontram com Ka-Zar, que os leva a uma área de refúgio. Hulk Vermelho, Cavaleiro da Lua, e Viúva Negra chegam e revelam um plano feito por Nick Fury para derrotar Ultron.
Nick Fury revela seu plano para ir para o futuro para derrotar Ultron antes que ele ataque o presente. Tony Stark aponta que Ultron estará pronto para eles. Wolverine sugere ir de volta no tempo para matar Henry Pym, antes que ele crie Ultron, mas os outros discordam desta ideia. Valquíria sugere ir de volta para convencer Pym a não construir Ultron, mas Wolverine aponta que Pym irá insistir em fazê-lo. Homem de Ferro, Capitão América, Nick Fury, Hulk Vermelho, Tempestade, Tremor e Mercúrio vão ao futuro. Depois que partem, Wolverine pretende colocar seu plano adiante e viaja ao passado para matar Hank Pym, evitando assim a criação de Ultron.
Enquanto os heróis estão no futuro, Wolverine chega no passado, e descobre que a Mulher Invisível o seguiu para tentar impedi-lo. Wolverine e Mulher Invisível encontrar Henry Pym em seu laboratório. Apesar das tentativas de Mulher invisível para encontrar uma outra maneira, Wolverine mata Pym.
Wolverine e Mulher Invisível retornam até o presente só para encontrar a Terra Selvagem repleta de naves acidentadas. Sue as reconhece como Kree e teoriza que nesta nova linha do tempo, a Guerra Kree-Skrull veio à Terra. Eles, então, vão para Nova York, onde há múltiplos aeroporta-aviões da S.H.I.E.L.D.. Seu carro voador é derrubado e eles são atacados pelos Defensores (Coronel América, uma mistura entre Nick Fury e Steve Rogers, Doutor Estranho, Hulk, Wolverine, Coisa, Cable, Vespa no traje do Capitão Marvel, e Senhor das Estrelas). O Coisa fica surpreso ao ver Susan, mas o resto acredita que os dois são Skrulls. Começa uma briga. Os Defensores percebem que não são Skrulls e relutantemente percebem que têm de falar com "ele". De repente, um cyborg Tony Stark aparece com um pelotão de robôs exigindo saber o que está acontecendo.
Homem de Ferro executa uma varredura psíquica em Wolverine e a Mulher Invisível, e fica chocado ao ver a realidade alternativa. Stark discute com Emma Frost e Xavier a possibilidade de Morgana Le Fey ser a responsável por isto. Em seguida, se encontra com o Wolverine original e explica que seus ferimentos são de uma guerra entre Latveria e Asgard em que Thor desapareceu e Morgana conquistou metade do mundo, e que aparentemente isto não teria acontecido se Hank Pym estivesse vivo. Então pede a JARVIS que mostre a filmagem da morte de Henry Pym, enquanto Homem de Ferro conta que os Vingadores se separaram e que a magia superou a tecnologia e lhe diz: "você quebrou o mundo." No aeroporta-aviões, os Defensores decidem apoiar o Coisa, que quer ajudar a Mulher Invisível. Homem de Ferro repreende Wolverine por simplesmente matar Hank Pym, dizendo que ele poderia ter tentado usar um vírus para parar Ultron. Naquele momento, Morgana le Fey ataca com um enxame de Doombots. Os Defensores  os combatem e Homem de Ferro acusa le Fey de estar por trás dos viajantes do tempo. Ela diz não entender do que ele está falando e, em seguida, mostra para Homem de Ferro que dois aeroporta-aviões estão batendo no coração de Nova York.
A explosão mata a maioria dos heróis presentes, e Wolverine consegue sair dos destroços. Tony Stark, morrendo, diz que ele não pode simplesmente voltar e tentar mudar isso de novo, que o tempo é um organismo vivo que vai quebrar se rasgado demais. No passado, o Wolverine anterior está prestes a matar Henry Pym quando o mais recente Wolverine (vestido com seu traje clássico) vem para impedi-lo. Depois de convencer o seu "outro eu" de quem ele é, o mais recente Wolverine adverte que matar Henry Pym só vai piorar as coisas. Henry Pym afirma que ele não vai construir Ultron, mas Wolverine diz que tem que, a fim de permitir que a história continue. Pym diz que ele pode construir um I.A. melhor, mas com um "botão de desligar" se ele precisar. A Mulher Invisível chega para dizer que ele tem que esquecer tudo isso também com Pym confuso a respeito de como isso acontece. A Mulher Invisível e os dois Wolverines retornam à Terra Selvagem. Os dois Wolverines entra em uma caverna. O mais recente Wolverine conta a sua outra versão que ele não quer viver com as memórias do mundo viu. O Wolverine mata sua outra versão. De volta ao seu laboratório, Henry Pym está montando a primeira versão do Ultron, que o chama de "papai".
Meses antes do ataque de Ultron, Henry Pym está trabalhando em seu laboratório quando a ele é deixado um pacote pela mulher invisível oculta. Ele assiste um vídeo de seu eu mais jovem que fornece equações do código para poder parar Ultron. Os Vingadores estão a atacar a sede do grupo de criminosos Intelligencia para resgatar a Mulher-Aranha, no evento que levou ao renascimento de Ultron. Quando Ultron está sendo revivido, Pym entra em contato com Homem de Ferro, para ativar o código e carregá-lo em Ultron. O código é carregado e o vírus o destrói. Wolverine e Mulher Invisível voltam para a Nova York do presente, que está de volta ao normal. Antes que eles possam celebrar, uma enorme onda de choque através do tempo e espaço aparentemente quebra a realidade. Na Torre dos Vingadores, Henry Pym, Tony Stark, e o Fera, teorizam que as viagens no tempo de Wolverine causaram muito estresse para o continuum espaço-tempo e criou falhas em todo o multiverso. No universo Ultimate Marvel, Miles Morales como Homem-Aranha, presencia um flash de luz que revela Galactus. Henry Pym fala para si mesmo sobre o que deu errado e de repente percebe que ele tem a fazer. No espaço, Angela aparece jurando vingar-se de quem a trouxe a este mundo.

### Consequências
O final da saga revela que, devido ao danos no tecido temporal causados pelas viagens no tempo, o Galactus do universo 616 chega ao universo ultimate, dando início a saga Cataclisma. Através do final da narrativa de Era de Ultron, a personagem Angela (antes coadjuvante de Spawn) é introduzida no universo Marvel. Também é possível apontar que os eventos gerados nesta série fazem parte de uma série de fatores que culminaram na nova Guerras Secretas.

## Outras versões

### What If?
Era de Ultron ganhou desfechos alternativos através de histórias publicadas na série What If (o que aconteceria se...?), que em cinco aventuras distintas mostra o que aconteceria caso diferentes membros importantes dos vingadores tivessem sido mortos.

### Guerras Secretas (2015)
Durante a mega-saga Guerras Secretas, foi lançada a minissérie A Era de Ultron vs. Zumbis Marvel. A história ocorre numa área do planeta Battleworld, onde há uma infindável batalha entre o exército robótico de Ultron e as hordas de zumbis. Escrita por James Robinson e Steve Pugh, a minissérie traz Jim Hammond (o Tocha Humana Original) como protagonista, e segundo o autor, contará com humor negro, mas também terá foco na pressão de ser um humano em um mundo de zumbis.

## Em outras mídias

### Cinema
Durante a San Diego Comic-Con de 2013, o presidente da Marvel Studios, Kevin Feige, anunciou que o novo filme dos Vingadores, sequência de The Avengers (2012), se chamaria Avengers: Age of Ultron. Contudo, o filme não é baseado na história em quadrinhos, utilizando somente o título da história.

## Publicação no Brasil
No Brasil, a saga foi publicada pela Panini em seis partes, entre janeiro e junho de 2014. Em 2015, foi lançado o encadernado da minissérie em formato de luxo. Também no ano de 2015, foi lançado um encadernado contendo as histórias alternativas da saga.